# ويليام توماس (لاعب كرة قدم أمريكية)
ويليام توماس (بالإنجليزية: William Thomas)‏ هو لاعب كرة قدم أمريكية أمريكي، ولد في 13 أغسطس 1968 في أماريلو في الولايات المتحدة.

## وصلات خارجية
- ويليام توماس على موقع مرجع كرة القدم المحترفة.كوم (الإنجليزية)